# Championnats de Hongrie d'escrime 1909
Navigation
Édition précédente Édition suivante
Les championnats de Hongrie d'escrime 1909 ont lieu du 30 avril 2 mai 1909 à Budapest. Ce sont les dixièmes championnats d'escrime en Hongrie. Ils sont organisés par la MVSz.
Les championnats comportent seulement deux épreuves, le fleuret masculin et le sabre masculin.

## Classements
| Épreuves          | Or                | Argent             | Bronze                   |
| ----------------- | ----------------- | ------------------ | ------------------------ |
| Fleuret           |                   |                    |                          |
| Hommes individuel | Péter Tóth MAC    | Pál Pajsz MAC      | Dezső Földes Fővárosi VC |
| Sabre             |                   |                    |                          |
| Hommes individuel | Géza Krencsey MAC | Ervin Mészáros MAC | Lajos Werkner Nemzeti VC |